# Olympische Zomerspelen 1928

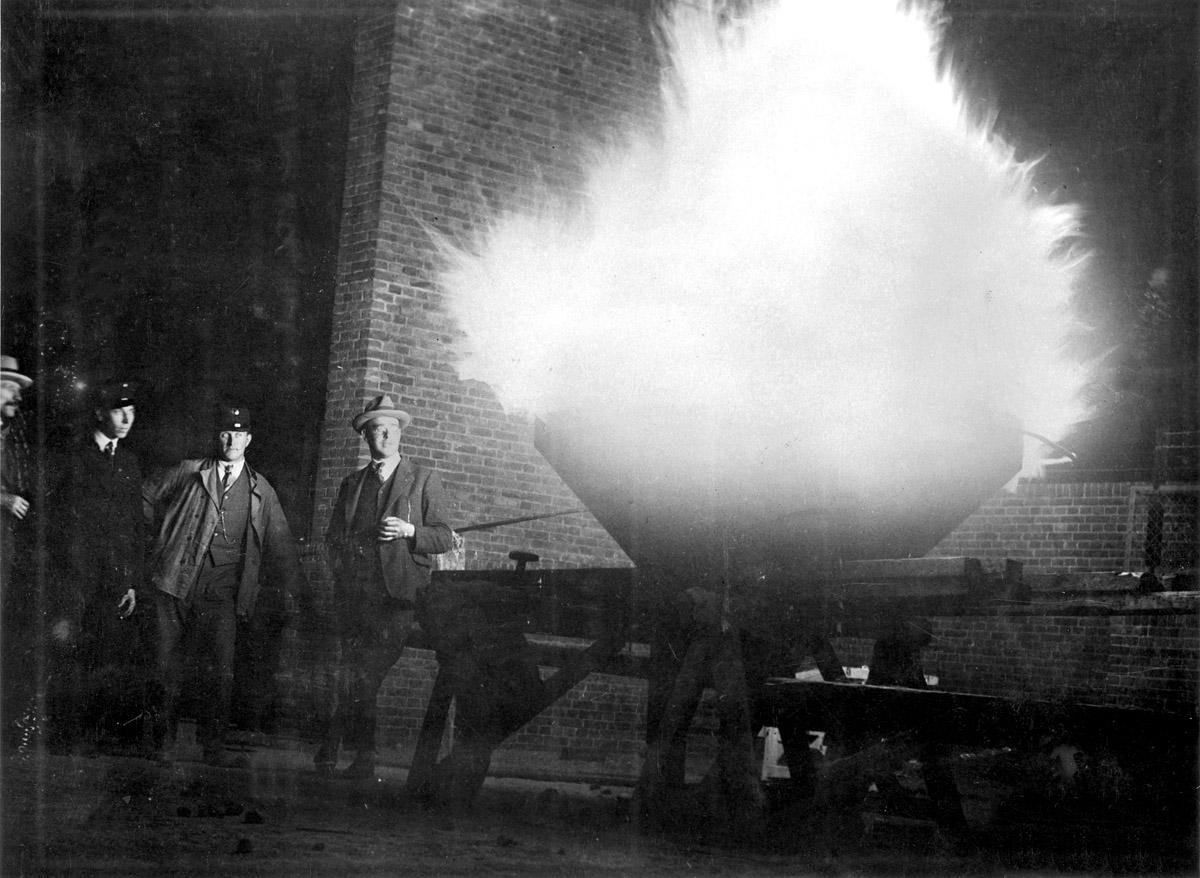
In 1928 werd voor het eerst de olympische vlam ontstoken. De vlam werd aangestoken door een medewerker van het gasbedrijf.

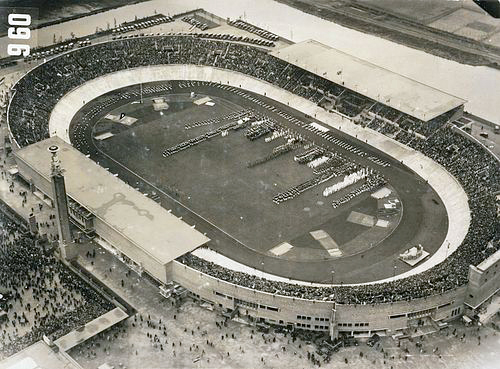
Het Olympisch Stadion tijdens de openingsceremonie.

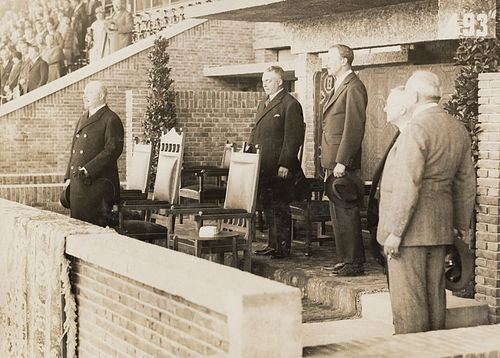
Opening van de negende Olympische Zomerspelen door prins Hendrik.

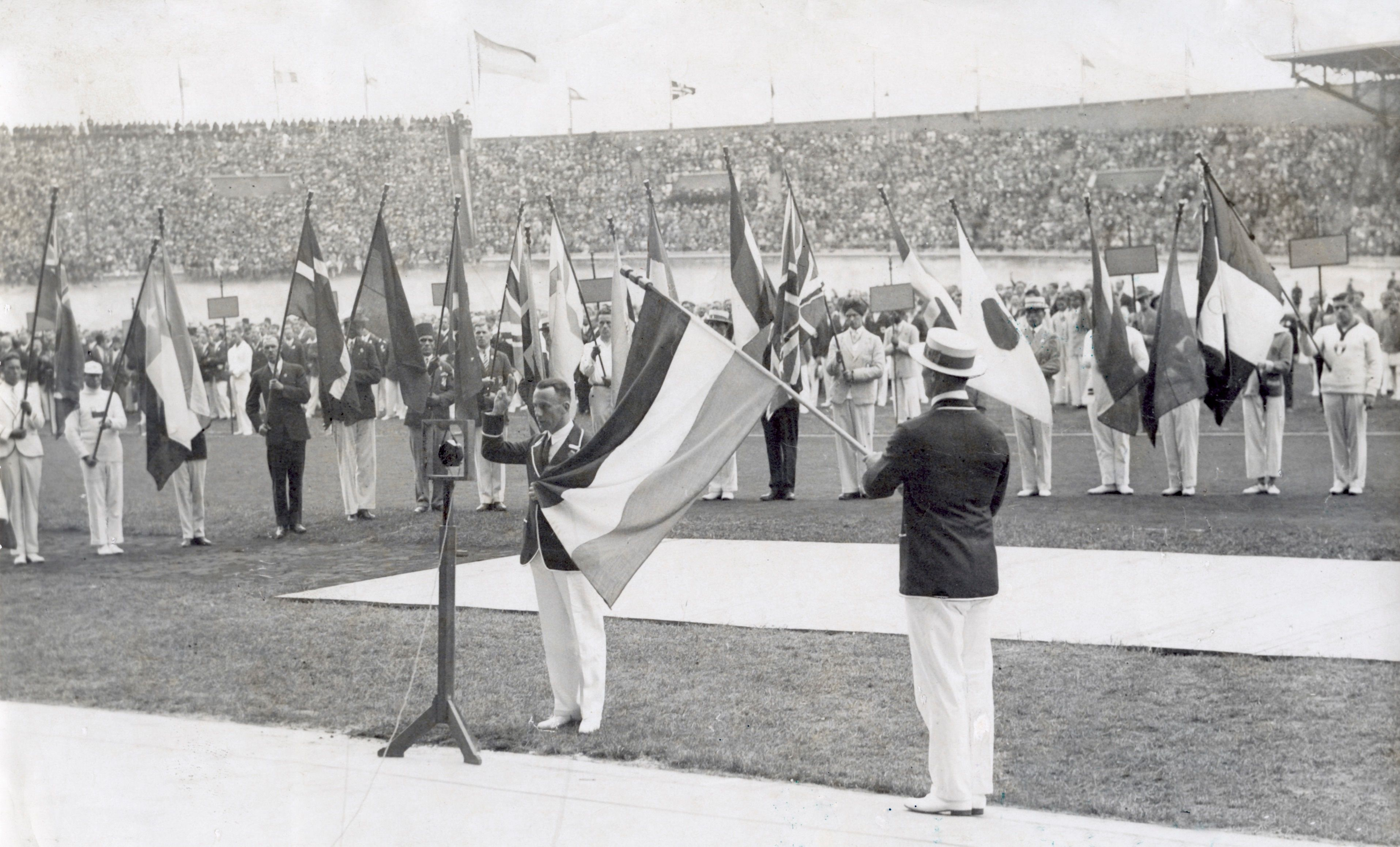
De Nederlandse voetballer Harry Dénis legde namens alle deelnemers de olympische eed af.

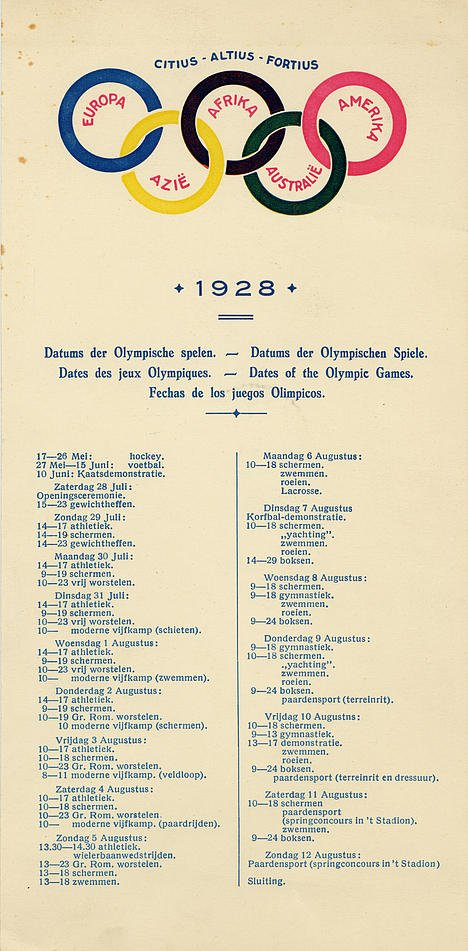
Programma van de Olympische Spelen van 1928.

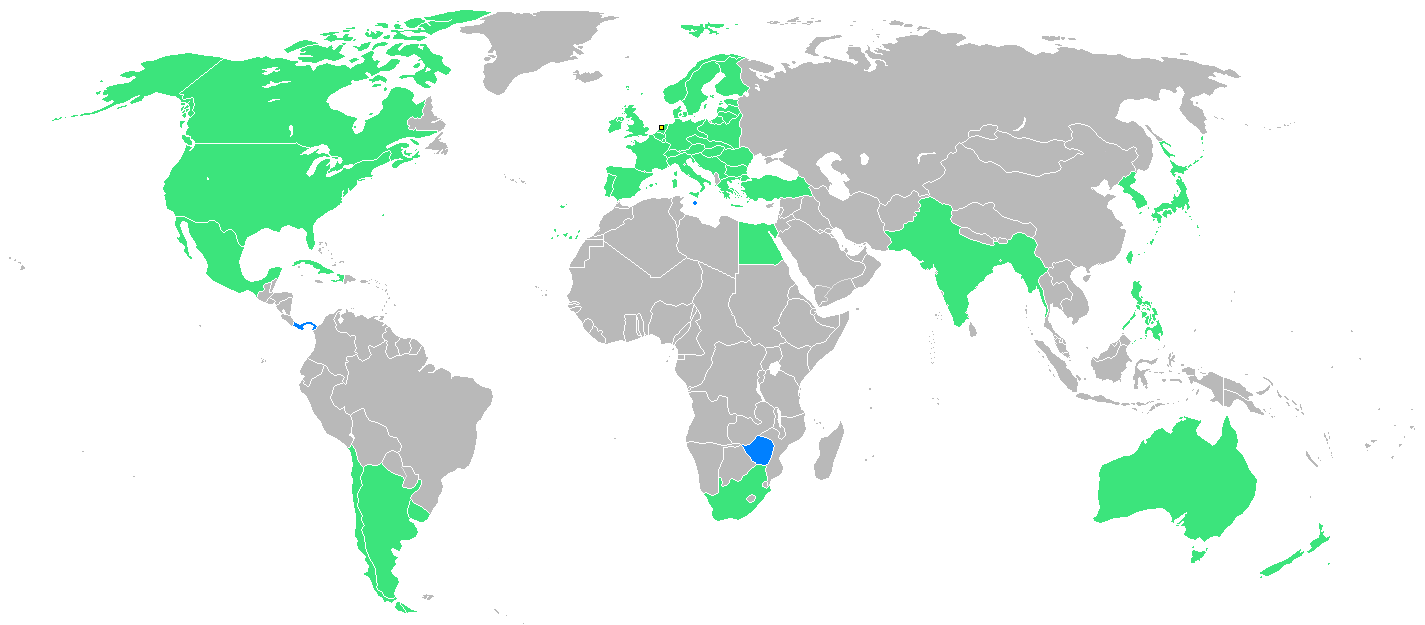

De Spelen van de IXe Olympiade werden in 1928 gehouden te Amsterdam, Nederland. Amsterdam had eerder geprobeerd om de Olympische Spelen te mogen organiseren, maar moest in 1920 oorlogsslachtoffer België (Antwerpen) en in 1924 Parijs van IOC-voorzitter Pierre de Coubertin laten voorgaan. Voor de Spelen van 1928 werd Amsterdam verkozen boven Los Angeles. Dit waren de eerste Spelen die niet meer onder het voorzitterschap van De Coubertin verliepen. In 1925 had hij het voorzitterschap overgedragen aan de Belgische graaf Henri de Baillet-Latour.
In 1924 had de gemeente Amsterdam aan het IOC aangeboden de Olympische Zomerspelen de volgende maal, dus in 1928, gastvrijheid te zullen bieden. Een Nederlandse Ambassadeur lobbyde met succes en haalde de begeerde toekenning van de volgende Spelen aan Amsterdam binnen. De gemeente Amsterdam verzocht vervolgens om subsidie aan de Nederlandse regering. Die ging akkoord met dit verzoek en diende daartoe een voorstel in bij de Tweede Kamer. Dit voorstel van de regering werd echter verworpen door de conservatieve christelijke partijen die toen de meerderheid vormden, waarbij een beroep werd gedaan op het gezag dat diende te worden toegekend aan een uitspraak van de apostel Paulus inzake "vermijding van eer voor het lichaam". Desalniettemin gingen de Spelen in Amsterdam door: de gemeente zelf en particuliere giften maakten de financiering alsnog mogelijk.

## Hoogtepunten
- Voor het eerst werd de olympische vlam aangestoken tijdens de Olympische Spelen. Dit gebeurde in het Olympisch Stadion, niet, zoals later gebruikelijk werd door een bekende sporter, maar door een medewerker van het gasbedrijf. De estafette met de olympische fakkel werd pas voor het eerst tijdens de Olympische zomerspelen van 1936 gelopen.
- Voor het eerst werd de landenparade geleid door Griekenland, het land waar de bakermat van de Spelen ligt. De parade werd afgesloten door het gastland, een traditie die tot de dag van vandaag wordt volgehouden.
- Koningin Wilhelmina weigerde de openingsceremonie bij te wonen en liet haar man, prins-gemaal Hendrik, de Spelen voor geopend verklaren. De reden voor de weigering van de koningin was, dat zij bij de bepaling van de dag voor de opening, 28 juli 1928, niet geraadpleegd was (een datum die al in januari 1927 was vastgesteld) en dat zij bovendien door een belangrijke reis naar Noorwegen niet aanwezig kon zijn. Dit laatste was ver van de waarheid, daar de koningin geen officiële bezoeken aflegde, maar slechts een informele reis door Noorwegen maakte. Wilhelmina woonde wel de sluitingsceremonie bij. Die vond plaats op een zondag, waar de Staatkundig Gereformeerde Partij teleurgesteld op reageerde.
- De Amerikaanse sporters haalden 56 medailles. De zwarte Britse atleet Jack London baarde bij de 100 meter opzien door startblokken te gebruiken, daar waar de andere atleten gewoon kuiltjes groeven om hun voeten in vast te zetten.
- Johnny Weissmuller, later bekend geworden als acteur in een aantal Tarzan-films, won twee gouden medailles bij het zwemmen (100 m en 4 × 200 m vrije slag).
- Duitsland nam voor de eerste keer deel sinds het einde van de Eerste Wereldoorlog. Het stuurde een ploeg van 223 deelnemers en oogstte 31 medailles. In totaal waren er 46 landen aanwezig. Het deelnemersaantal lag echter lager dan in Parijs in 1924.
- Paavo Nurmi uit Finland won zijn negende gouden medaille door de 10.000 m te winnen in 30 minuten 18,9 seconden. Verder haalde hij nog tweemaal zilver, op de 5000 m achter zijn landgenoot Ville Ritola en op de 3000 m steeple achter Toivo Loukola, ook een Fin. De Finse mannen wonnen alle loopwedstrijden vanaf de 1500 meter.
- Ondanks protesten stonden voor het eerst atletiek en gymnastiek op het programma voor vrouwen. Halina Konopacka uit Polen werd de eerste vrouwelijke olympische atletiekkampioen. Aan het einde van de 800 m was een deel van de deelneemsters totaal uitgeput. Volgens deskundige toeschouwers leden de dames echter niet zozeer aan uitputtingsverschijnselen, maar lieten zij op deze wijze hun gevoelens over hun verlies de vrije loop. Het leidde in elk geval tot een fikse discussie binnen het IOC over het nut en de noodzaak van vrouwenwedstrijden op Olympische Spelen. De nieuwe voorzitter van het IOC, de Belgische graaf Henri de Baillet-Latour, was er voorstander van om die te elimineren, met uitzondering van turnen, zwemmen, tennis en schaatsen. Dit voorstel zou het echter in het olympisch Congres van 1930 in Berlijn niet halen. De 800 m werd echter geschrapt en zou pas op de Spelen van 1960 weer in het atletiekprogramma worden opgenomen.
- De afstand van de marathon werd officieel vastgesteld op 42 kilometer en 195 meter. Die marathon werd gewonnen door de Algerijn Ahmed Boughéra El Ouafi, die voor Frankrijk uitkwam.
- Het Zuid-Amerikaanse voetbal beleefde zijn definitieve doorbraak, doordat de regerende olympische kampioen Uruguay in de finale Argentinië versloeg. De wedstrijd eindigde in een 1-1 gelijkspel, waarna een tweede wedstrijd de beslissing moest brengen; deze werd met 2-1 gewonnen door Uruguay.
- Japan was met deze Spelen twee olympische kampioenen rijker: Mikio Oda won het hink-stap-springen en Yoshiyuko Tsuruta haalde goud in het zwemmen op de 200 m schoolslag.
- Het zeilen kende een koninklijke olympisch kampioen. Kroonprins Olaf van Noorwegen won in team goud in de 6 meter-klasse.

## Sporten
Tijdens deze Spelen werd er gesport in 16 disciplines binnen 14 sporten. Er werden drie demonstratiesporten beoefend: kaatsen, korfbal en lacrosse. Deze sporten behoorden niet tot het officiële olympische programma. Het korfbaltoernooi werd in het Olympisch Stadion gehouden.

## Deelnemende landen
Er deden 46 landen mee aan de Spelen. Malta, Panama en Rhodesië debuteerden. Duitsland was voor het eerst weer uitgenodigd om deel te nemen.

### Belgische prestaties
- De Belgische ploeg haalde geen enkele olympische titel, iets wat nog niet eerder was gebeurd, met uitzondering van de Spelen van 1896 en 1904, toen België niet deelnam.
- België behaalde in totaal één zilveren en twee bronzen medailles en werd daarmee 29e in het landenklassement.

Medailles
| Medaille   | Winnaar          | Onderdeel                             |
| ---------- | ---------------- | ------------------------------------- |
| Zilver (1) | Edmond Spapen    | worstelen, Vrije stijl, bantamgewicht |
| Brons (2)  | Léonard Steyaert | boksen, middengewicht                 |
| Brons (2)  | Heren roeiteam   | roeien, Twee met stuurman             |

### Nederlandse prestaties
- Nederland wist het thuisvoordeel uitstekend uit te buiten en kwam tot grootse prestaties. Er was voor het eerst goud voor Nederlandse dames: de zwemster Marie Braun en de gymnastiekploeg van trainer Gerrit Kleerekoper.
- Charles Pahud de Mortanges won zijn eerste individuele gouden medaille. De ruiterequipe wist het goud van 1924 te prolongeren. Pahud de Mortanges, Dolf van der Voort van Zijp en Gerard de Kruijff waren de eerste Nederlandse Olympiërs die hierin slaagden.
- Bokser Bep van Klaveren won goud in het vedergewicht.
- Bernard Leene en Daan van Dijk werden olympisch kampioen op het onderdeel tandem.
- Met zes gouden medailles behaalde Nederland in het inofficiële medaille klassement de achtste plaats.
- De 11e augustus 1928 was de meest succesvolle dag in de Nederlandse olympische geschiedenis tot dan toe: Marie Braun, Pahud de Mortanges, de ruiterequipe en Van Klaveren wonnen op die dag allen hun gouden medaille. In totaal wonnen Nederlanders die dag 7 medailles, een record dat pas op 28 juli 2021 verbeterd werd.
- Naast de gouden medailles waren er ook nog eerste plaatsen in het olympische kunsttoernooi op de onderdelen bouwkunst (Jan Wils voor ontwerp van het Olympisch Stadion) en schilderkunst (Isaac Israëls met Ruiter in rode rok).

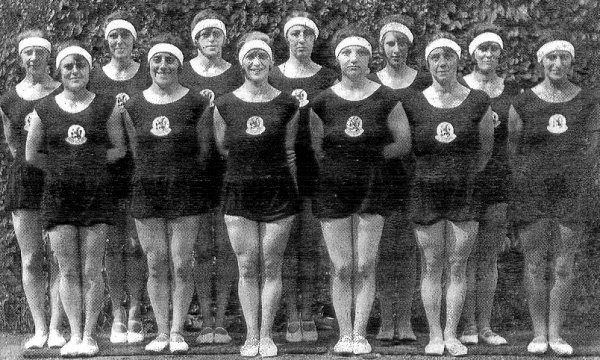
Nederlandse dames wonnen goud in het turnen.

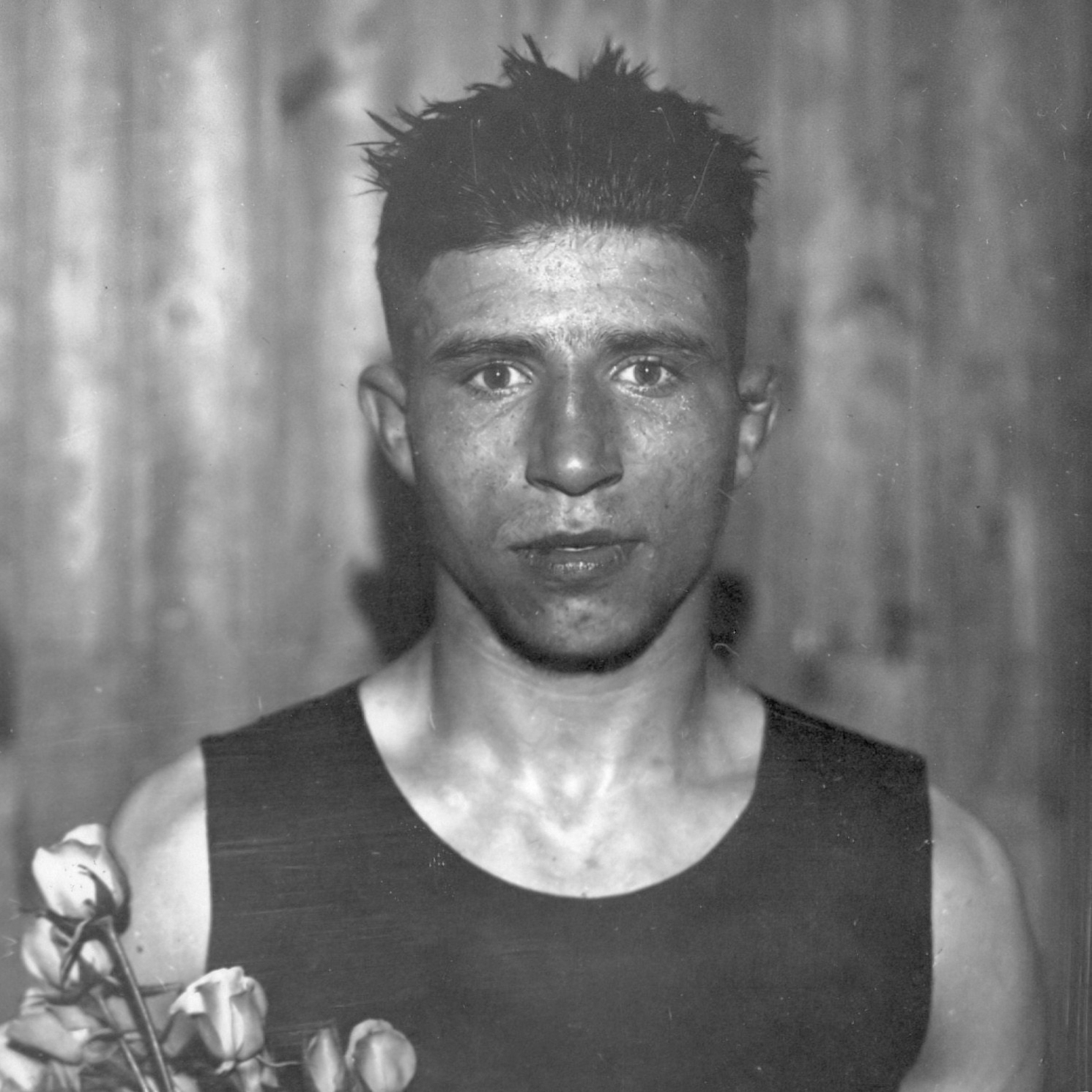
Bokser Bep van Klaveren won goud in het vedergewicht.

Medailles
| Medaille   | Winnaar                              | Onderdeel                      |
| ---------- | ------------------------------------ | ------------------------------ |
| Goud (6)   | Dames gymnastiekteam                 | gymnastiek                     |
| Goud (6)   | Marie Braun                          | zwemmen, 100m rugslag          |
| Goud (6)   | Bernard Leene en Daan van Dijk       | wielersport, tandem            |
| Goud (6)   | Bep van Klaveren                     | boksen                         |
| Goud (6)   | Charles Ferdinand Pahud de Mortanges | paardensport                   |
| Goud (6)   | Military-team                        | paardensport                   |
| Zilver (9) | Heren hockeyteam                     | hockey                         |
| Zilver (9) | Lien Gisolf                          | atletiek, hoogspringen         |
| Zilver (9) | Gerard Bosch van Drakestein          | wielersport                    |
| Zilver (9) | Marie Braun                          | zwemmen, 400m vrije slag       |
| Zilver (9) | Antoine Mazairac                     | wielersport, baan 1000m sprint |
| Zilver (9) | Achtervolging-team                   | wielersport, baan              |
| Zilver (9) | Marie Baron                          | zwemmen, 200m schoolslag       |
| Zilver (9) | 8 meter klasse                       | zeilen                         |
| Zilver (9) | Gerard de Kruijff                    | paardensport, military         |
| Brons (4)  | August Scheffer                      | gewichtheffen                  |
| Brons (4)  | Jan Verheijen                        | gewichtheffen                  |
| Brons (4)  | Karel Miljon                         | boksen                         |
| Brons (4)  | Ruiterequipe dressuur                | paardensport                   |

## Medaillespiegel

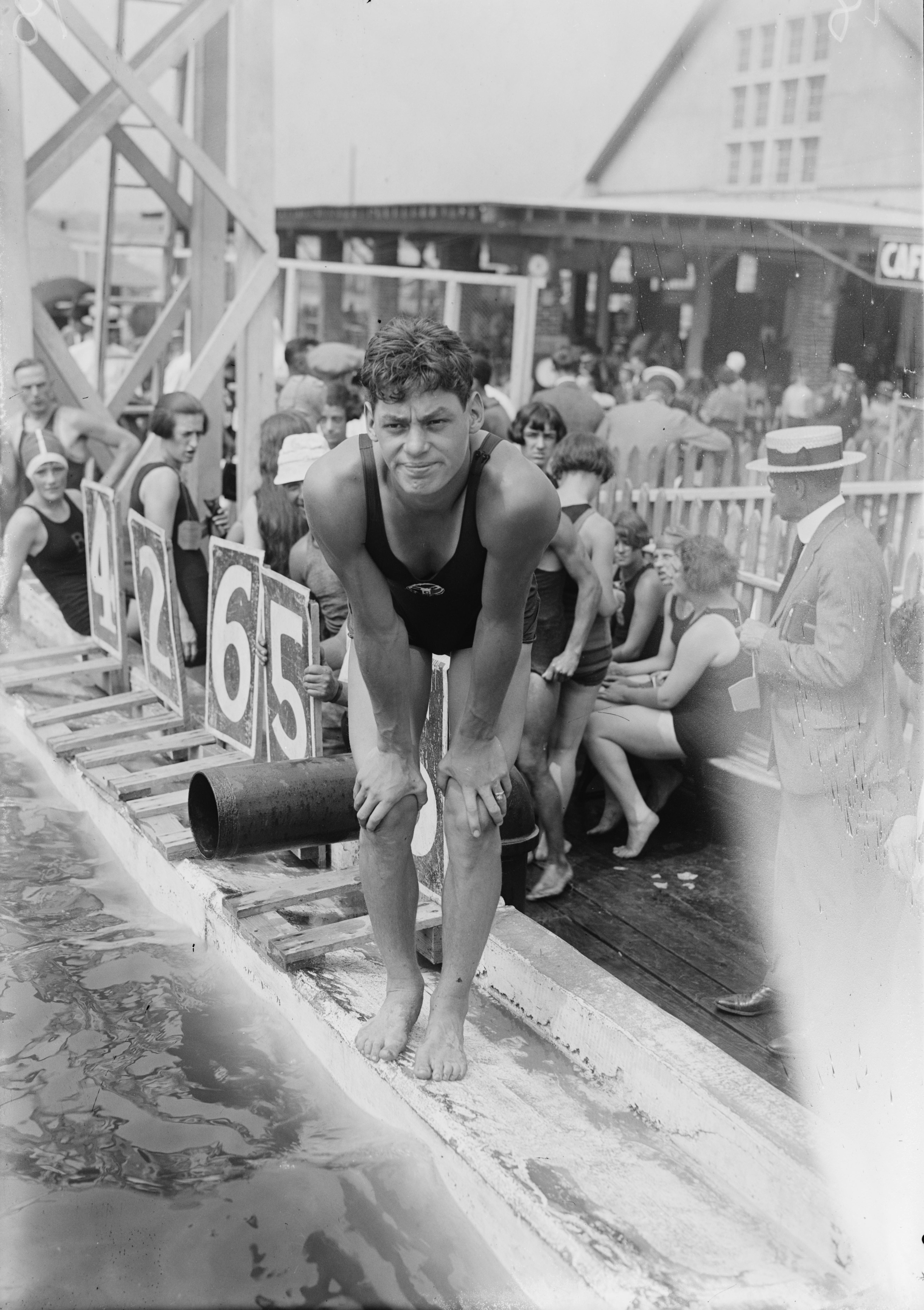
Johnny Weissmuller, de latere Tarzan, won gouden medailles in de 100 m en de 4 × 200 m zwemmen.

Er werden 327 medailles uitgereikt. Het IOC stelt officieel geen medailleklassement op, maar geeft desondanks een medailletabel ter informatie. In het klassement wordt eerst gekeken naar het aantal gouden medailles, vervolgens de zilveren medailles en tot slot de bronzen medailles.
In de volgende tabel staat de top-10 en het Belgische resultaat. Het gastland heeft een blauwe achtergrond en het grootste aantal medailles in elke categorie is vetgedrukt.
Zie de medaillespiegel van de Olympische Zomerspelen 1928 voor de volledige weergave.
| Plaats | Land             | NOC | Goud | Zilver | Brons | Totaal |
| ------ | ---------------- | --- | ---- | ------ | ----- | ------ |
| 1      | Verenigde Staten | USA | 22   | 18     | 16    | 56     |
| 2      | Duitsland        | GER | 10   | 7      | 14    | 31     |
| 3      | Finland          | FIN | 8    | 8      | 9     | 25     |
| 4      | Zweden           | SWE | 7    | 6      | 12    | 25     |
| 5      | Italië           | ITA | 7    | 5      | 7     | 19     |
| 6      | Zwitserland      | SUI | 7    | 4      | 4     | 15     |
| 7      | Frankrijk        | FRA | 6    | 10     | 5     | 21     |
| 8      | Nederland        | NED | 6    | 9      | 4     | 19     |
| 9      | Hongarije        | HUN | 4    | 5      | 0     | 9      |
| 10     | Canada           | CAN | 4    | 4      | 7     | 15     |
|        |                  |     |      |        |       |        |
| 29     | België           | BEL | 0    | 1      | 2     | 3      |

## Promotie

### Poster
De officiële poster voor de Spelen van Amsterdam was een ontwerp van Jos Rovers. Er werden in opdracht van de organisatie 10.000 exemplaren van gedrukt en verspreid. De poster toont een hardlopende mannelijke atleet in wit tenue, met op de achtergrond het Olympisch Stadion met de olympische vlag. Opmerkelijk is de onnatuurlijke houding van de atleet: zowel linkerbeen als -arm zwaait naar voren. De poster wordt om die reden ook wel 'de telganger' genoemd.
Het IOC heeft de auteursrechten van de poster van Rovers nooit kunnen verwerven, ook niet bij de erven Rovers. Uit praktische overwegingen wordt in IOC-publicaties daarom een andere poster gebruikt, met de Duitse tekst Olympische Spiele en een gedeeltelijk in de Nederlandse vlag gehulde atleet met vredestak in de hand. Dat ontwerp was gemaakt voor het omslag van een Duits boek over de Spelen.

### Muziek
Gerrit van Weezel componeerde het lied "Op ter Olympiade", dat in 1928 gebruikt werd om de Spelen te promoten. De tekst werd geschreven door Joh. P. Koppen. Het lied werd onder meer in bioscopen, met kermisorgels en op de radio ten gehore gebracht.

## Parkeren

De verwachting voorafgaand aan de Spelen was dat Amsterdam overspoeld zou worden met auto's. Omdat er in de stad nog geen parkeerplaatsen waren was men bang dat buitenlandse automobilisten niet wisten waar ze hun auto konden parkeren en het daardoor een parkeerchaos in de stad zou worden. Zodoende werden voor de Spelen dan ook voor het eerst parkeerplaatsen aangelegd. Om aan te geven waar die parkeerplaatsen waren werd een simpel verkeersbord bedacht: een witte 'P' op een vierkante blauwe achtergrond. Dat was zo duidelijk, dat de 'parkeer-P' een internationale standaard werd. Overigens viel de drukte in Amsterdam erg mee: na de Spelen bleken slechts 450 buitenlandse auto's in de hoofdstad te zijn geweest.

## Documentaire
Voor het eerst werden de Zomerspelen van 1928 vastgelegd op film. Het Nederlands Olympisch Comité had hiervoor het Italiaanse productiebedrijf Luce ingeschakeld, tot ongenoegen van de Nederlandse cineasten. De Bioscoopbond verbood daarom elke vertoning van de anderhalf uur lange rolprent, die alleen door sportbestuurders werd bekeken voor hun evaluatie van de Spelen. Pas in augustus 2016 vond een openbare vertoning plaats in het Eye Filmmuseum in Amsterdam.